# リバティ島
リバティ島（Liberty Island）は、アメリカ合衆国のアッパー・ニューヨーク湾にある島である。旧称はベドロー島 (Bedloe's Island) 。
自由の女神像があることで知られる。

## 概要
1956年にアメリカ合衆国議会の決議によって公式に「リバティ島」という名称になった。しかし、「リバティ島」という名称自体は20世紀前半から既に使われていた。
リバティ島は連邦政府の領土で、国立公園局が管理を担当している。マンハッタンのバッテリーパークや、ニュージャージー州ジャージーシティのリバティ州立公園からフェリーでこの島に来ることができる。リバティ州立公園から約600メートルの距離にある。一方バッテリーパークからは約2.6キロメートル離れており、ジャージーシティの方がニューヨークよりもリバティ島に近い。また隣接するエリス島からはおよそ1.6キロメートルの距離にある。島を取り囲む水域はジャージーシティに、島自体の行政区はマンハッタンに属するニューヨーク市の飛び地となっている。
国勢調査局によると、リバティ島の面積は5万9558平方メートル（14.717エーカー）である。
1937年にフランクリン・ルーズベルト大統領の告示第2250号 (proclamation 2250) によって、この島は自由の女神ナショナル・モニュメント (en) に登録され、1966年にはアメリカ合衆国国家歴史登録財に登録された。2001年の同時多発テロ事件以降、アメリカ沿岸警備隊に24時間態勢で警備されている。

## 歴史
ヨーロッパ人がハドソン川河口に入植してきた17世紀、アッパー・ニューヨーク湾の西部には干潟がいくつかあり、レナペ族のカキの採取場となっていた。満ち潮時にも海に沈まない島がいくつかあり、そのうち三つの島（現在のエリス島、リバティ島、およびブラック・トム島）は、ニューネーデルランドの入植者たちにオイスター島 (英：Oyster Islands, 蘭：oester eilanden) と名付けられた。特に、リバティ島はグレート・オイスター島、エリス島はリトル・オイスター島と呼ばれた。以降ほぼ3世紀に渡ってこのあたりでカキが豊富に獲れたが、20世紀に入ると道路建設工事で生じた土砂で海岸線を埋め立てたため、カキの漁場は消滅した。
1664年にオランダのフォート・アムステルダムがイギリスによって陥落した後、ニューヨーク植民地知事リチャード・ニコルズはこの島をCaptain Robert Needhamに与えた。1667年12月23日、この島はIsaac Bedlowへと売却され、さらに1732年にはニューヨークの商人Adolphe PhilipseとHenry Laneに5シリングで売却された。これらの所有者が移る間、ニューヨーク市はこの島に天然痘検疫所を一時設けた。
1746年、Archibald Kennedyはこの島を買収し、夏の別荘を設けた。1753年の広告には、この島がレンタル可能であることが記述されている（"Bedlow's"の表記が"Bedloe's"となっている）。1756年、Kennedyはこの島に再び天然痘検疫所を設ける許可を出し、1758年2月18日には Corporation of the City of New Yorkがこの島をペスト施設として利用するため£1000で買収した。アメリカ独立戦争へとつながるイギリス軍によるニューヨーク港の占領時に、トーリー党の避難者たちがこの島に住みついた。1776年4月2日、これらの家はすべて焼き払われた。
1800年2月15日、ニューヨーク州議会はこの島（およびエリス島とガバナーズ島）を連邦政府に譲渡した。これは軍事要塞として用いるためであった。この島の11の角（堡塁を形成している）を持つ星型の城壁は1806年に着工し1811年に竣工した。米英戦争の後、1813年のエリー砦包囲戦で命を落としたen:Eleazer D. Woodの名前を取り、この要塞はフォート・ウッド (Fort Wood) と名付けられた。
1886年、フランスによってアメリカ独立100周年を記念し自由の女神がこの星型の城壁の上に建てられた。1916年に創設された国立公園局によって、この島の一部分 (2エーカー = 8100平方メートル) が1933年に、残りの部分が1937年に取得され管理下に置かれた。1944年にはすべての軍事施設が完全に解体された。

## アクセス
ニューヨーク市マンハッタン島の南端に所在するバッテリー・パーク内のクリントン砦で乗船券の購入や事前予約券などで乗船手続きを行う。パスポートの提示やセキュリティチェックを受けた後に、15－20分ごとに定期運航しているスタチュークルーズ（Statue Cruises)の船に30分ほど乗船して上陸する。